# نوومخلتا
نوومخلتا (به لاتین: Novomekhelta) یک منطقهٔ مسکونی در روسیه است که در شهرستان نوولاکسکی واقع شده‌است.